# Johann Gottlob Tamitius
Johann Gottlob Tamitius (* 1738; † 1819) war ein deutscher Orgelbauer.

## Leben
Johann Gottlob Tamitius war der Sohn des bekannten Zittauer Orgelbauers Johann Gottlieb Tamitius (1691–1769) und der Christiana Eleonore Cadner. Er setzte die Familientradition in der dritten Generation fort.

## Werke
- 1770 Reparatur der alten Orgel in der Pfarrkirche der Heiligen Maria Magdalena von Großmergthal, welche bereits seit 1748 von seinem Vater betreut wurde.[1]
- 1772 Deutsch Gabel, Dispositionsänderung der Orgel des Tobias Franz Fleck (* 1618, † 14. Juli 1698 Böhmisch Kamnitz) aus der sv. Vavřince (St. Laurentius-)Kirche, nach dem Ausbau dort und dem Einbau in die Kirche der Heiligen Maria Magdalena in Schönlinde.[1]
- 1772 Deutsch Gabel, Neubau in der sv. Vavřince Kirche gemeinsam mit seinem Schwager Leonhard Balthasar Schmahl (* 1729 Heilbronn; † 1779 Zittau). Die Orgel wurde mit zwei Manualen, 12 Registern und mechanischer Spieltraktur ausgestattet.[1]
- 1785 Reparatur der Orgel in der die Kirche der Heiligen Maria Magdalena in Schönlinde[1]